# Морас, Вангелис
Ева́нгелос (Ванге́лис) Мо́рас (греч. Ευάγγελος (Βαγγέλης) Μόρας; род. 26 августа 1981, Лариса) — греческий футболист и тренер, игравший на позиции защитника. Выступал в национальной сборной Греции.

## Карьера

### Клубная
Вангелис Морас начал карьеру в клубе «Лариса». В возрасте 20-ти лет он перешёл в клуб «Проодефтики», которому помог выйти в высший дивизион чемпионата Греции.
В 2003 году он перешёл в клуб АЕК (Афины). За АЕК Морас провёл 72 матча. 22 мая 2007 года его контракт с клубом закончился, и он занялся поисками новой команды.
1 июля 2007 года Морас перешёл в итальянский клуб «Болонья», которому в первом же сезоне помог выйти в серию А. В клубе защитник выбрал номер 18, который также носил в АЕКе. 6 мая 2008 года Морас забил первый мяч за клуб, поразив ворота «Виченцы». 4 октября 2008 года он забил первый мяч в серии А, в ворота «Интернационале» (1:2).
В октябре 2011 года Морас подписал трехмесячное соглашение с «Суонси». «Это прекрасный шанс для меня», — сказал Вангелис Морас.
11 января 2012 года игрок подписал контракт с итальянским клубом «Чезена» сроком до 30 июня 2012 года.

### Международная
Морас был участником Олимпиады 2004.
После начала выступления в серии А, Морас был вызван в первый состав национальной команды. 11 февраля 2009 года он дебютировал в составе сборной Греции в матче с Данией. Постепенно Морас вытеснил Авраама Пападулоса из стартового состава сборной.

## Личная жизнь
Вангелис Морас стал донором костного мозга для своего старшего брата Димитриса, который болен лейкемией. Димитрис в марте 2014 года прилетел к родственникам в Австралию, но через неделю после прибытия врачи обнаружили у него лейкемию. Стать донором вызвался его брат Вангелис, который согласился прилететь в Мельбурн и сдал необходимый объём костного мозга. Процедура пересадки вещества Димитрису состоялась 2 августа.